# Château de Vaire
Le château de Vaire est un château du XVIIIe siècle de style classique construit en 1713 dans la vallée du Doubs à Vaire en Franche-Comté à 13 km au nord-est de Besançon. Le château et le jardin à la française, protégés au titre des monuments historiques, ont été remarquablement restaurés et sont ouverts au tourisme durant l'été depuis 1992.

## Historique
À l'époque gallo-romaine un castrum couronne la butte rocheuse qui domine la vallée du Doubs, où est construit l'actuel château.
Un château fort fut édifié au XIe siècle par le seigneur Gauthier de Vaire, vassal du Comté de Bourgogne.
À la suite de la mort du duc de Bourgogne Charles le Téméraire en 1477, le roi Louis XI annexe le duché de Bourgogne de ce puissant ennemi indépendant et fait totalement anéantir les châteaux qui lui ont résisté dont celui-ci.
En 1703, Gabriel Boisot, procureur général au Parlement de Besançon, œil et bras de Louis XIV (fils de Claude Boisot, intendant des fortifications de Franche-Comté qui aide Louis XIV à conquérir le Comté de Bourgogne alors vassal des Habsbourg rois d'Espagne) par la suite occupera la charge de premier président au Parlement de Besançon et obtiendra du roi le droit de rachat de la baronnie de Vaire, ce qui lui permettra d'assoir sa récente noblesse de robe. Le château fort est alors en ruine et il occupe l'imposante demeure de gauche à l'entrée de l'actuel château.
Jean-Antoine Boisot (fils de Gabriel Boisot) héritier des titres de baron et président de son père, entreprend de marquer son important rang social par la construction ruineuse du château actuel entre 1713 et 1717 et par l'aménagement du premier jardin à la française en Franche-Comté, directement inspiré du traité de Dézallier d'Argenville. Il finance le tout avec les 120 000 livres de dot de son épouse Marie Élisabeth Yacinthe Heuslin (fille du conseiller, secrétaire du Roi et Receveur général des finances de Soissons Michel Heuslin). Le style Classique de son château de plaisance est alors à la dernière mode parisienne directement inspiré du château de Champs-sur-Marne, qui fut occupé par la célèbre maîtresse de Louis XV Madame de Pompadour.
Les époux se séparèrent de corps en 1723 pour mésentente : Jean-Antoine Boisot est jugé par son épouse comme « jaloux, dur et près de ses intérêts » ce qui fut à l'origine d'un scandale éclaboussant le Roi. Madame Boisot dut se retirer au couvent d'Issy tandis que Jean-Antoine Boisot, ruiné et endetté par ses somptueux travaux, vend le château aux nièces de sa tante maternelle, orphelines du baron Jean Jacques Pourcheresse d'Etrabonne, contre la jouissance de son domaine durant sa vie.
Simone Bonaventure Étiennette (seconde des trois sœurs) après avoir épousé le marquis Louis Badier de Verseille s'installera à Vaire dans la seconde moitié du XVIIIe siècle.
En 1814, le prince Aloys de Liechtenstein à la tête de trois divisions de troupes autrichiennes installe son quartier général au château durant six mois de la Campagne de France. Il fait créneler les terrasses ou il dispose ses pièces d'artilleries pour échanger des tirs avec la grande armée de l'empereur Napoléon Ier très affaibli par sa désastreuse Campagne de Russie de 1812.
En 1817, la Comtesse Etiennette de Malarmey de Roussillon (nièce de la Marquise de Verseilles) hérite du château et du domaine de 60 hectares de champs et de prés, de 157 hectares de bois, d'un moulin et d'une tuilerie qu'elle revend en 1819 aux familles Cugnotet Finot.
En 1885, Fanny Morel, veuve du maître de forges Louis Meiner, acquiert la propriété. Le château passe en héritage en 1902 aux  enfants puis  petits-enfants  de Madame Morel: Louise-Elisabeth (Madame Jules Reboul de la Juillière), Juliette (Madame Nicolas Koechlin) puis Elisabeth  Reboul de la Juillière (Madame Frédéric de Turckheim). M. Duffet  l'achète en 1932 puis le revend en 1934 à Georges Feschotte, qui le revend lui-même en 1941 à Jacques Georges de la société « Coton Vosges », qui le cède à la société d'industrielle du textile Boussac en 1948.
En 1948, la Société Boussac transforme les deux pavillons d'entrée en maisons de repos et le château en colonie de vacances. L'ensemble est inscrit sur l'Inventaire Supplémentaire des Monuments Historiques le 25 mars 1985 et le domaine est en voie de classement.
En 1992, les nouveaux propriétaires ouvrent le château, le parc et le jardin à la française à la visite touristique à la suite d'une longue période d'importante et belle restauration.
Après avoir été inscrit une première fois en 1985 et 1998, le château fait l’objet d’un classement au titre des monuments historiques depuis les 1er décembre 2011 et 15 février 2012.

## Architecture
L'accès au château se fait par un portail d'entrée encadré par deux pavillons symétriques. Il donne sur une terrasse offrant une vue dégagée sur le bourg de Vaire et la vallée du Doubs coté est.

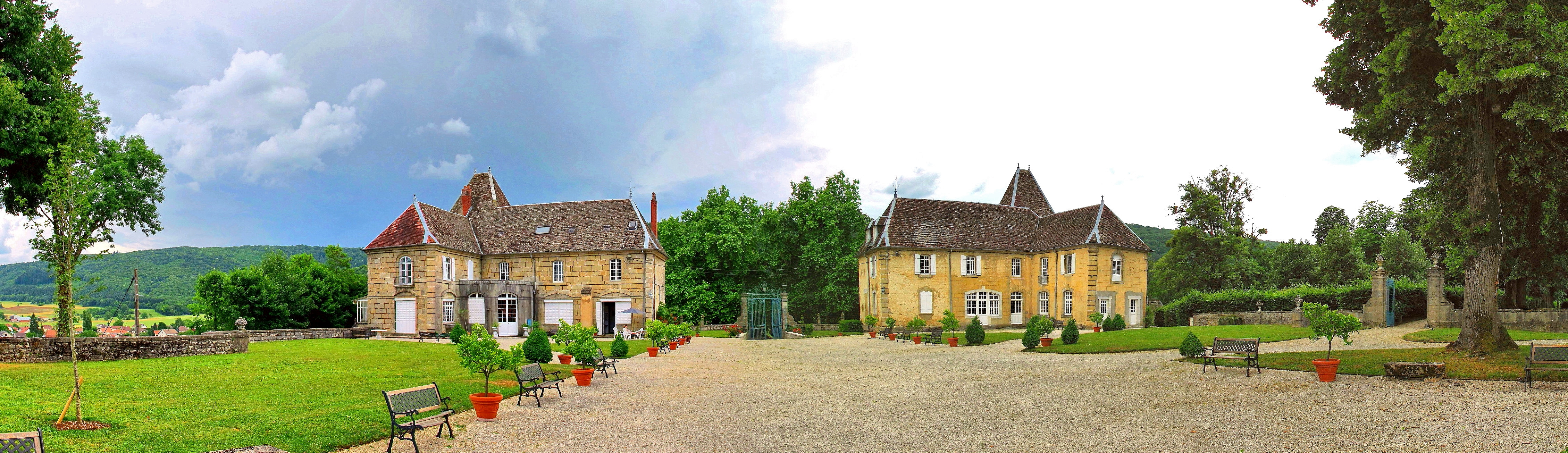
Les pavillons d'entrée.

Le château, dont les façades sont orientées est-ouest, est de style classique avec un corps de logis présentant un avant-corps central. Il est à un étage sur sous-sol et étage de comble avec lucarnes perçant une toiture de tuiles plates. La façade ouest donne sur le parc et ses bassins avec, au loin, une vue sur le Doubs.

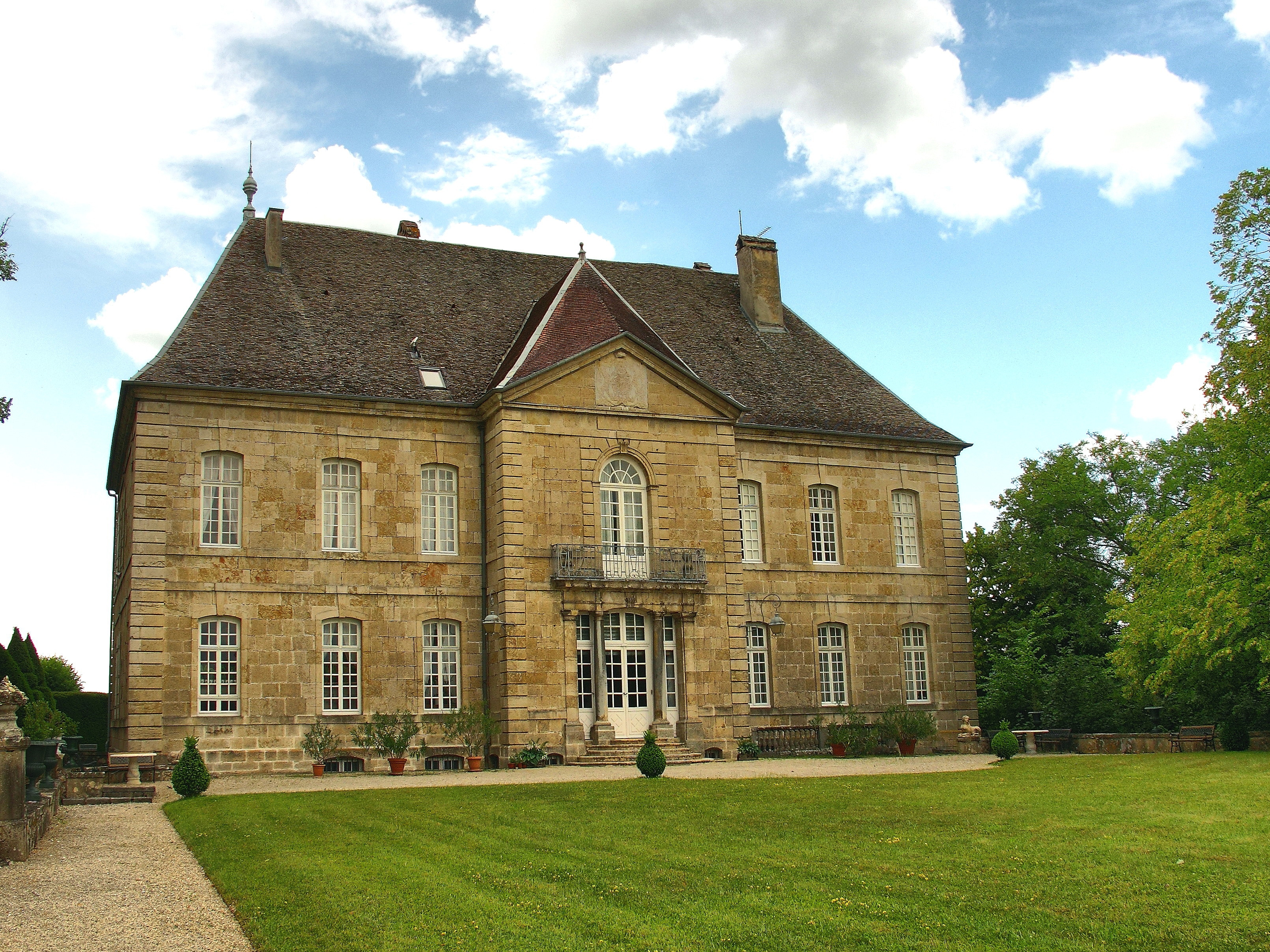
La façade est.
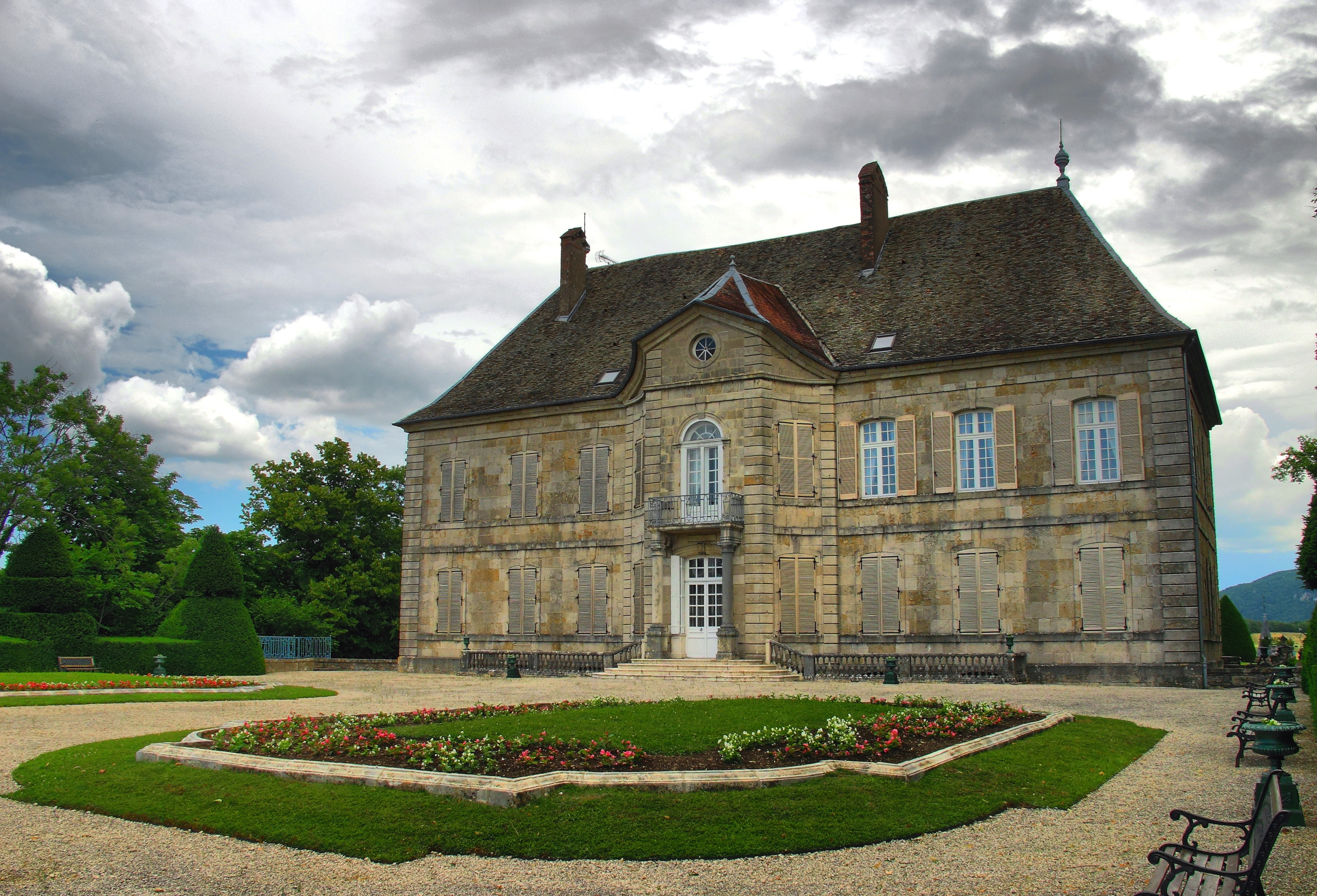
La façade ouest.
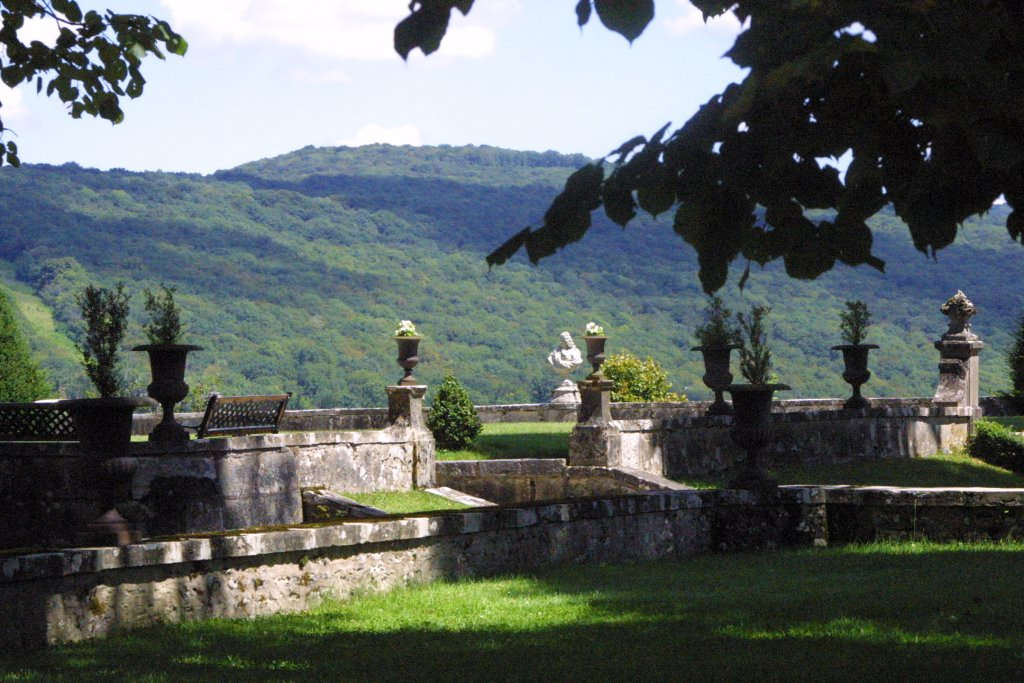
La terrasse.
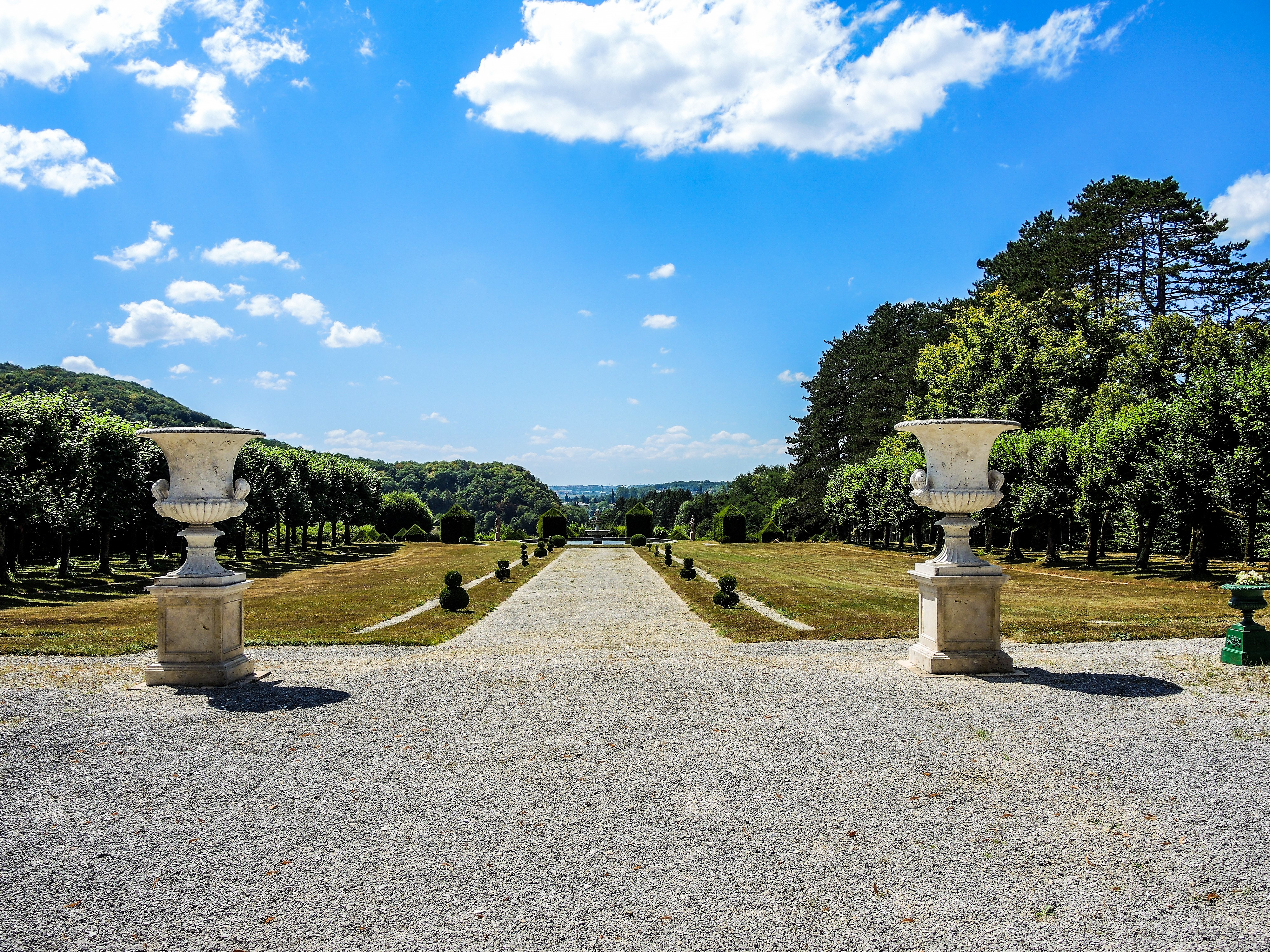
Perspective sur le parc.

## Parc et jardins
Le jardin forme trois terrasses centrées de deux bassins, ornées de parterres, de topiaires d'ifs taillés, de boulingrins, devant le logis. Les terrasses se prolongent par un jardin régulier. Après avoir été inscrits une première fois en 1998, les jardins ont été inscrits monument historique le 10 mai 2012.

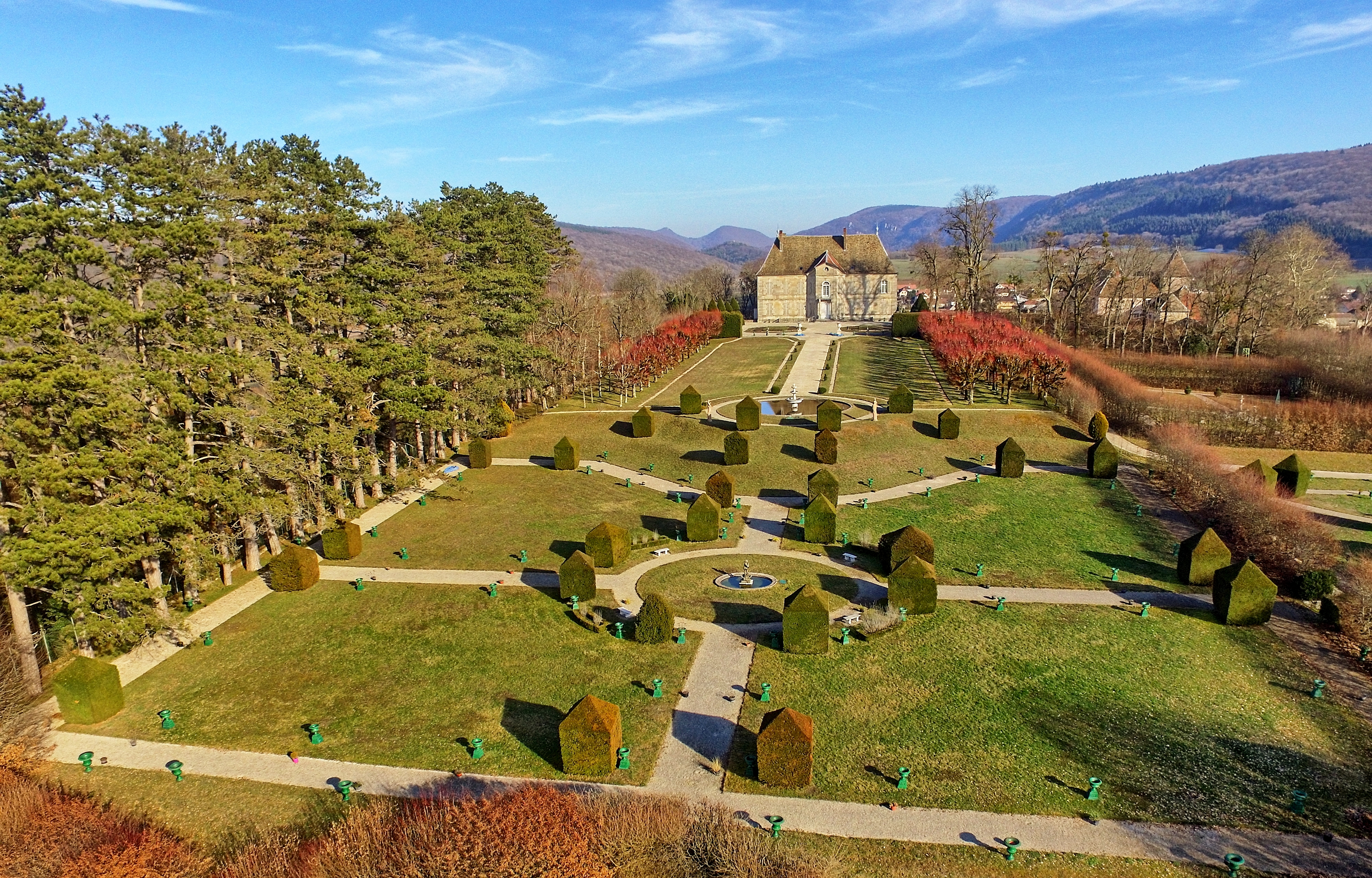
Vue générale du château et du parc.
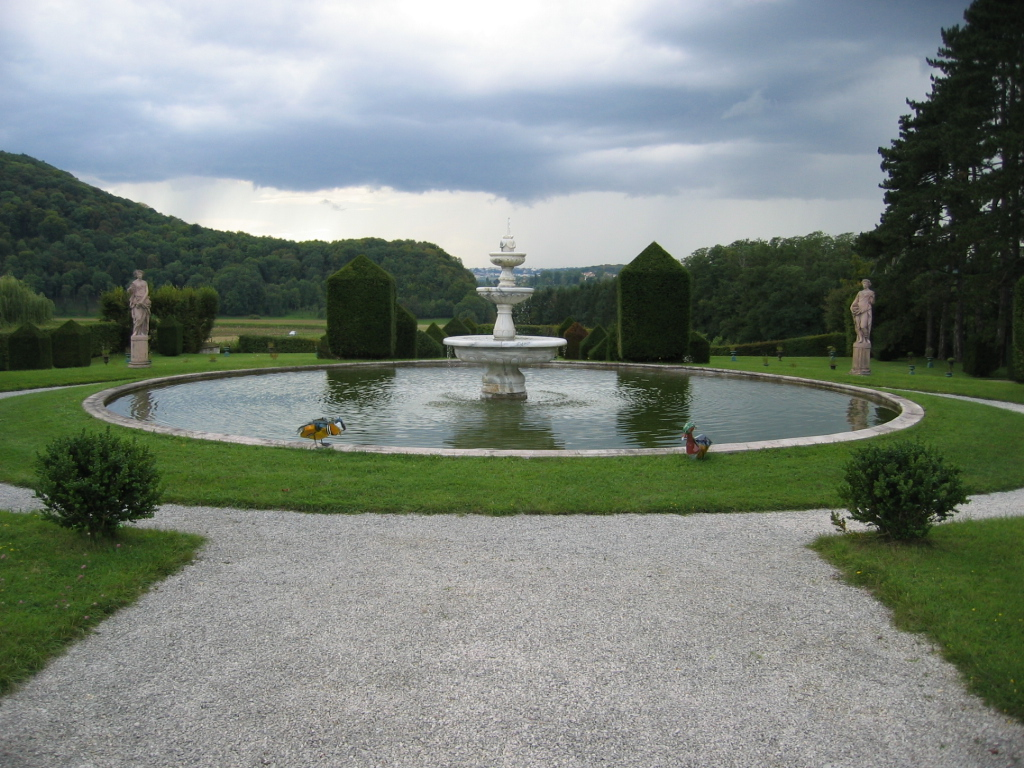
Le grand bassin.
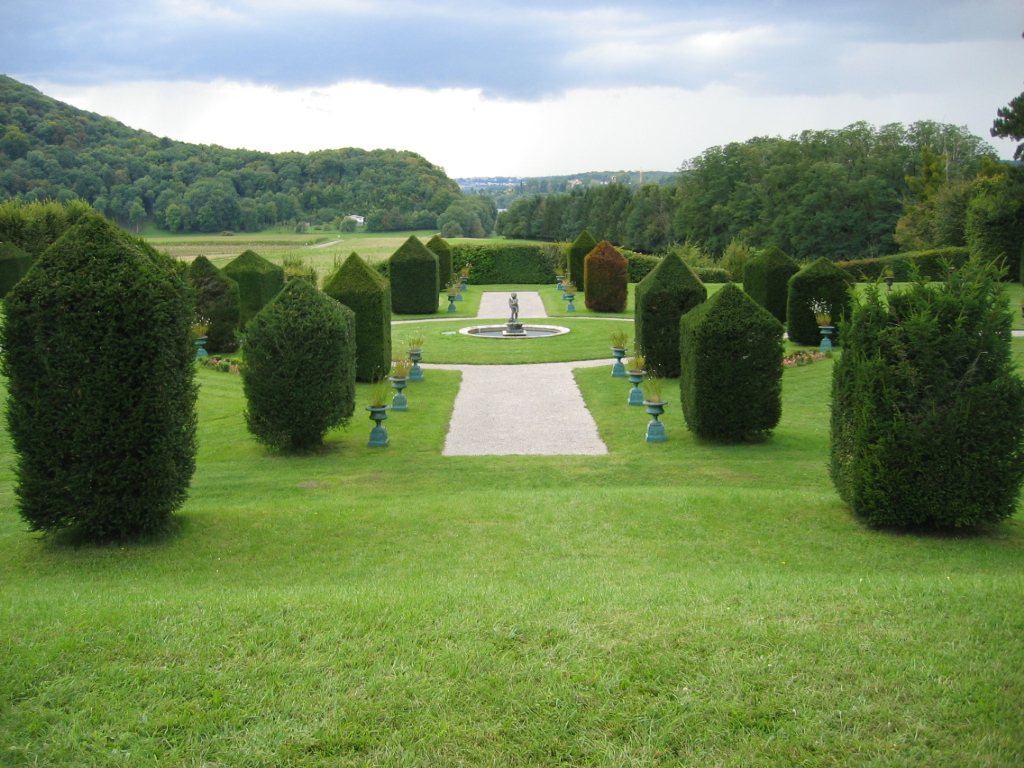
Vue du parc depuis le château.
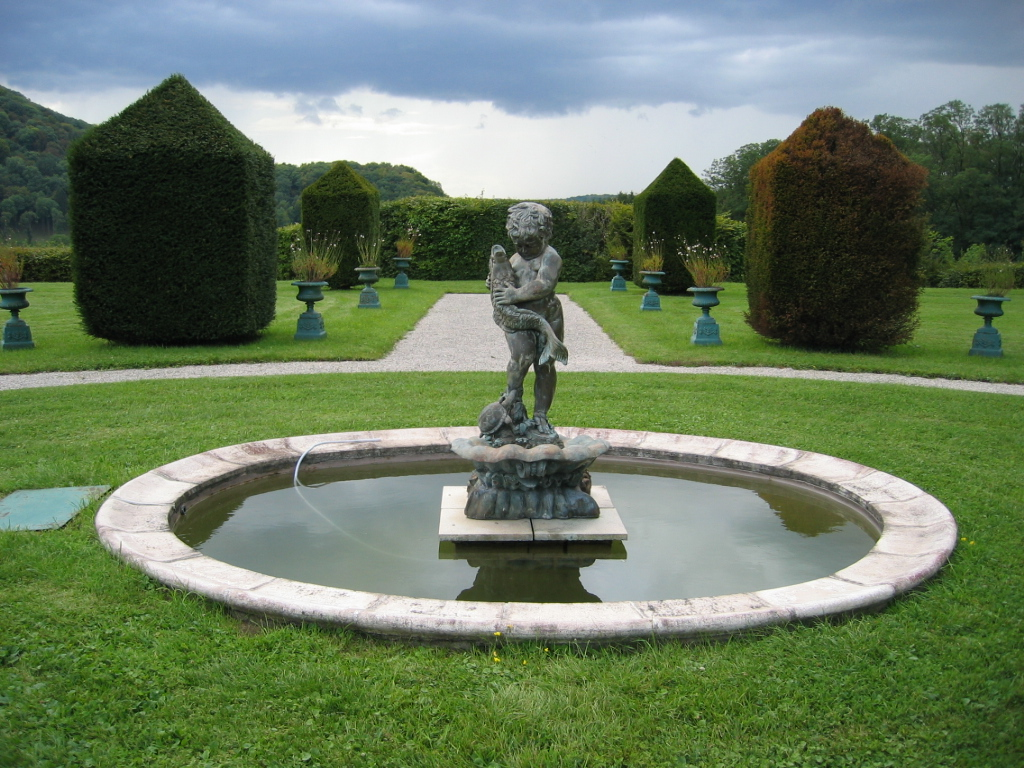
Le petit bassin.
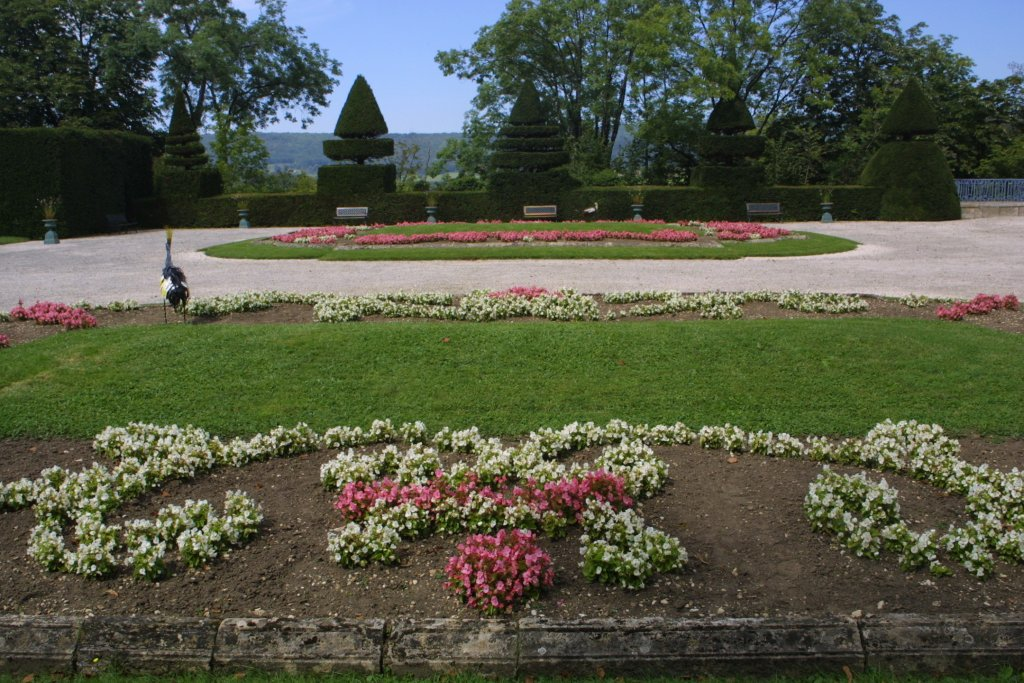
Les parterres.